# Aljakszandr Ivanavics Karnyicki
Aljakszandr Ivanavics Karnyicki (belaruszul: Аляксандр Iванавiч Карнiцкi; Sztolbci, Szovjetunió, 1989. február 14. –) fehérorosz válogatott labdarúgó, a Mezőkövesd középpályása.

## Mérkőzései a fehérorosz válogatottban
| #  | Dátum              | Ellenfél      | Eredmény | Kiírás              | Esemény |
| -- | ------------------ | ------------- | -------- | ------------------- | ------- |
| 1. | 2017. október 7.   | Hollandia     | 1 – 3    | Vb-selejtező        |         |
| 2. | 2017. október 10.  | Franciaország | 1 – 2    | Vb-selejtező        |         |
| 3. | 2017. november 9.  | Örményország  | 1 – 4    | barátságos mérkőzés | 39' 78' |
| 4. | 2017. november 13. | Grúzia        | 2 – 2    | barátságos mérkőzés | 80'     |
| 5. | 2018. június 6.    | Magyarország  | 1 – 1    | barátságos mérkőzés | 62' 88' |
| 6. | 2018. június 9.    | Finnország    | 0 – 2    | barátságos mérkőzés | 79'     |

## Sikerei, díjai

### Klubcsapatokban
BATE
- Fehérorosz bajnokság: 2013–14, 2014–15, 2015–16
- Fehérorosz kupa: 2014–15
- Fehérorosz szuperkupa: 2014, 2015, 2016

 Tosno
- Orosz kupa: 2018

 Mezőkövesd
- Magyar Kupa ezüstérmes: 2020